# 1070 Tunica
1070 Tunica је астероид. Приближан пречник астероида је 36,39 ,
а средња удаљеност астероида од Сунца износи 3,233 астрономских јединица (АЈ).
Инклинација (нагиб) орбите у односу на раван еклиптике је 16,965 степени, а орбитални период износи 2123,547 дана (5,813 година). Ексцентрицитет орбите астероида износи 0,079.
Апсолутна магнитуда астероида износи 10,60 а геометријски албедо 0,076.
Астероид је откривен 1. септембра 1926. године.